# Kahrīz-e Sorkh
Kahrīz-e Sorkh (persiska: كَهريز سُرخ, كهريز سرخ) är en ort i Iran.   Den ligger i provinsen Lorestan, i den centrala delen av landet, 300 km sydväst om huvudstaden Teheran. Kahrīz-e Sorkh ligger 2 111 meter över havet och antalet invånare är 161.
Terrängen runt Kahrīz-e Sorkh är kuperad åt nordväst, men åt sydost är den platt. Runt Kahrīz-e Sorkh är det ganska glesbefolkat, med 29 invånare per kvadratkilometer. Närmaste större samhälle är Alīgūdarz, 8,0 km norr om Kahrīz-e Sorkh. Trakten runt Kahrīz-e Sorkh består i huvudsak av gräsmarker.